# Großsteingrab Ubberup
Das Großsteingrab Ubberup war eine megalithische Grabanlage der jungsteinzeitlichen Nordgruppe der Trichterbecherkultur im Kirchspiel Ølsted in der dänischen Kommune Halsnæs. Es wurde im 19. Jahrhundert zerstört.

## Lage
Das Grab lag nördlich von Ølsted und westlich des Hofs Ubberupgård auf einem Feld. In der näheren Umgebung gibt bzw. gab es mehrere weitere megalithische Grabanlagen.

## Forschungsgeschichte
Im Jahr 1887 führten Mitarbeiter des Dänischen Nationalmuseums eine Dokumentation der Fundstelle durch. Zu dieser Zeit waren keine baulichen Überreste mehr auszumachen.

## Beschreibung

### Architektur
Die Anlage besaß eine Hügelschüttung unbekannter Form und Größe. Der Hügel enthielt zwei Grabkammern mit viereckigem Grundriss, die beide einen Deckstein aufwiesen. Beiden Kammern war ein ost-westlich orientierter Gang vorgelagert. Zu den Maßen liegen keine Angaben vor. Der genaue Typ der Kammern lässt sich nicht sicher bestimmen.

### Funde
In den Kammern wurden nicht näher beschriebene Stein- und Bronze-Gegenstände gefunden.